# Пол О’Конел
Пол О'Конел (енгл. Paul O'Connell; 20. октобар 1979) професионални је рагбиста, играч Тулона и капитен ирске репрезентације.

## Биографија
Висок 198 цм, тежак 112 кг, О'Конел је 14 година провео у двоструком шампиону Европе, рагби јунион тиму Манстер рагби. Био је капитен овог славног ирског тима, за који је одиграо 174 утакмице и постигао 19 есеја. 2015. је прешао у француски Рагби клуб Тулон. За ирску репрезентацију је одиграо 107 тест мечева и постигао 8 есеја. Био је и капитен британских и ирских лавова.